# Сандомирское княжество
Сандомирское княжество (пол. Księstwo sandomierskie) — польское удельное княжество, существовавшее в 1138–1320 годах на территории исторической области Малая Польша со столицей в городе Сандомир.

## История
Сандомирское княжество было образовано в 1138 году в результате Статута Болеслава Кривоустого, политического завещания великого князя Польши, разделившего территорию страны между своими сыновьями и порядок определения старшинства между ними. Восточную часть территории Малой Польши с центром в городе Сандомир получил Генрих, четвертый сын Болеслава III Кривоустого. Так как юному князю в это время было всего семь лет, регентом и фактическим правителем княжества стал его старший сводный брат Владислав II, князь-принцепс Польши. В 1146 в результате междоусобной борьбы Владислав II бежал из Польши, и Генрих стал править в своем княжестве самостоятельно.
Генрих Сандомирский не был женат. В 1166 году он погиб во время крестового похода против язычников-пруссов. Генрих завещал свое княжество младшему брату Казимиру, не получившему собственного владения по завещанию отца, но этому решению воспротивился другой их брат, правящий князь-принцепс Болеслав IV Кудрявый, включивший княжество в состав принадлежащего ему Сеньориального удела. Разочарованный Казимир поднял восстание, его поддержал брат Мешко Великопольский, малопольская знать и высшее польское духовенство. Болеслав был вынужден отступить и частично удовлетворить требования мятежников. Сандомирское княжество было разделено на три части: собственно Сандомир забрал себе Болеслав, Вислицу выделили в отдельное княжество и отдали Казимиру, остальное отошло к Мешко.
Болеслав IV умер в 1166 году; в соответствии с лествичным правом ему наследовал Мешко III Старый, который передал все сандомирские земли Казимиру, получившему, наконец, свое наследство. В 1177 году Казимир изгнал старшего брата из Кракова и сам занял трон князя-принцепса, который сохранял, за исключением короткого промежутка времени в 1191 году, до своей смерти в 1194 году. Его малолетние сыновья Лешек Белый и Конрад унаследовали Сандомирское княжество после смерти отца; регентом при них была их мать Елена Зноемская. В 1200 году достигшие совершеннолетия братья разделил свои владения: старший брат Лешек оставил себе Сандомир с надеждой завоевать в будущем краковский трон, а Конрад получил Мазовию и Куявию.
Лешек Белый завладел троном князя-принцепса в 1206 году и сохранял его, как и Сандомир, до своей гибели во время съезда в Гонзаве в 1227 году. Во время последовавшей за этим кровопролитной борьбы за краковский трон между братом и сыном Лешека Сандомирское княжество также стало предметом спора. Сначала в нем формально стал править годовалый Болеслав, а фактически его мать Гремислава. В 1229 году Конрад Мазовецкий захватил Краков и также изгнал Гремиславу с сыном из Сандомира, передав княжество своему старшему сыну Болеславу. В 1231 году Гремислава заключила союз с вроцлавским князем Генрихом I Бородатым, пообещав ему в случае возвращения в Сандомир регентство над ее сыном. В 1232 году Генрих I Бородатый изгнал Конрада Мазовецкого из Кракова и стал новым князем-принцепсом. Он вернул формально Сандомирское княжество юному Болеславу, став фактически его правителем на правах регента. После смерти Генриха I в 1238 году опека над Болеславом и регентство в Сандомире перешли к его сыну Генриху II Набожному.
В 1241 году Сандомирское княжество оказалось первым на пути монголов во время их нашествия на Польшу. Князь Болеслав бежал в Венгрию, оставив свои земли без защиты. 13 февраля монголы захватили и сожгли Сандомир. Два месяца спустя, 9 апреля, состоялась битва при Легнице, в которой польская армия под командованием князя-принцепса  Генриха II Набожного потерпела поражение, а сам князь был убит. Болеслав и его семья вернулись в Польшу только после ухода монголов в 1242 году. Годом позже малопольская знать призвала Болеслава на княжение в Краков, откуда был вынужден бежать его старый противник, дядя Конрад Мазовецкий.
В 1259–1260 годах княжество подверглось новому нападению монголов, еще более жестокому, чем первое. В первой половине декабря 1259 монголы осадили Сандомир, а 2 февраля 1260 года взяли город. Все его жители были убиты или взяты в плен, а сам город разграблен и разрушен. Бездетный Болеслав V Стыдливый владел Краковом и Сандомиром до своей смерти в 1279 году. Незадолго до этого он усыновил своего двоюродного племянника Лешека Черного и сделал его своим наследником. Девять лет Лешек Черный владел Краковом и Сандомиром, после чего Малая Польша вновь стала ареной ожесточенной борьбы. Право на краковский трон оспаривали внуки Конрада Мазовецкого Болеслав II Мазовецкий и Владислав Локетек, а также вроцлавский князь Генрих IV Пробус. В 1288 году Сандомир захватил Болеслав Мазовецкий, но годом позже Генрих IV, победивший в борьбе за Краков, изгнал его и из Сандомира, передав княжество своему стороннику, младшему брату Болеслава Конраду Черскому. Конрад, впрочем, владел Сандомирским княжеством недолго – в том же году с согласия Генриха IV он был изгнан Владиславом Локетеком.
В 1290 году скончался князь-принцепс Генрих IV Пробус, и в Кракове стал править Пшемысл II Великопольский. Локетек сохранил за собой Сандомирское княжество, а после отъезда Пшемысла II из Кракова решил побороться за великокняжеский трон с новым претендентом, королем Чехии Вацлавом II. Благодаря численному превосходству чешской армии удалось в 1292 году вытеснить Владислава Локетека из Сандомира, а в сентябре того же года осадить его в Серадзе. Осада вскоре увенчалась успехом, Владислав и его брат Казимир Ленчицкий оказались в плену. 9 октября 1292 года было подписано соглашение, по которому Владислав и Казимир были вынуждены отказаться от притязаний на Малую Польшу и принесли ленную присягу Вацлаву II как князю-принцепсу Польши в обмен на сохранение их куявских владений.
Вацлав II стал править в Сандомире, одновременно занимая краковский трон сначала как князь-принцепс, а с 1300 года – как король Польши. Но в 1304 году из-за границы вернулся бежавший из Польши в 1300 году Владислав Локетек. При поддержке венгров он занял Сандомир и стал готовиться к войне за Краков, в которой преуспел, в значительной степени из-за благоприятного стечения обстоятельств: летом 1305 года скоропостижно скончался Вацлав II, а годом спустя был убит его сын и преемник Вацлав III. 1 сентября 1306 года началось правление Владислава Локетека как князя-принцепса Польши. Сандомирское княжество оставалось самостоятельной частью его владений до 1320 года, когда Локетек был коронован, и княжество стало частью земель Польской короны. На территории бывшего княжества было создано Сандомирское воеводство.

## Князья Серадза
| #                                    | Портрет                              | Имя (годы жизни)                                                     | Родители                                  | Годы правления | Примечания |
| ------------------------------------ | ------------------------------------ | -------------------------------------------------------------------- | ----------------------------------------- | -------------- | --- |
| 1                                    |                                      | Генрих Сандомирский (ок. 1130 — 18 октября 1166)                     | Болеслав III Кривоустый Саломея фон Берг  | 1138–1166      | |
| 2                                    |                                      | Болеслав IV Кудрявый (1120/1122 — 5 января 1173)                     | Болеслав III Кривоустый Саломея фон Берг  | 1166–1173      | князь-принцепс Польши (с 1146 по 1173 год), князь Силезский (с 1146 по 1163 годы), Мазовецкий (с 1138 по 1173 год) |
| 3                                    |                                      | Казимир II Справедливый (1138 — 5 мая 1194)                          | Болеслав III Кривоустый Саломея фон Берг  | 1173–1194      | князь-принцепс Польши (с 1177 по 1191 и с 1191 по 1194 год), князь Мазовецкий (с 1186 по 1194 год), Вислицкий (с 1166 по 1173 годы) |
| 4                                    |                                      | Лешек Белый (1184/1185 — 24 ноября 1227)                             | Казимир II Елена Зноемская                | 1194–1227      | князь-принцепс Польши (с 1194 по 1198, в 1199, с 1206 по 1210 и с 1211 по 1227 год), князь Мазовецкий (с 1194 по 1200 год) |
| 5                                    |                                      | Конрад I Мазовецкий (1187/1188 — 31 августа 1247)                    | Казимир II Елена Зноемская                | 1194–1200      | князь-принцепс Польши (с 1229 по 1232 и с 1241 по 1243 год), князь Серадзский (с 1231 по 1233 и с 1234 по 1247 годы), Мазовецкий (с 1194 по 1247 год), Добжинский (с 1229 по 1247 год), Ленчицкий (с 1231 по 1247 год) |
| 6                                    |                                      | Болеслав V Стыдливый (21 июня 1226 — 7 декабря 1279)                 | Лешек Белый Гремислава                    | 1227–1229      | |
| 7                                    |                                      | Болеслав I Мазовецкий (ок.1208 — ок. 25 февраля 1248)                | Конрад I Мазовецкий Агафья Святославовна  | 1229–1232      | князь Серадзский (с 1233 по 1234 годы), Добжинский (с 1227 по 1229 и с 1247 по 1248 год), Мазовецкий (с 1247 по 1248 год) |
| 6                                    |                                      | Болеслав V Стыдливый (21 июня 1226 — 7 декабря 1279)                 | Лешек Белый Гремислава                    | 1232–1279      | князь-принцепс Польши (с 1243 по 1279 год) |
| 8                                    |                                      | Лешек Черный (ок.1241 — 30 сентября 1288)                            | Казимир I Куявский Констанция Вроцлавская | 1279–1288      | князь-принцепс Польши (с 1279 по 1288 год), князь Серадзский (с 1261 по 1288 год), Ленчицкий (с 1267 по 1288 год), Иновроцлавский (с 1273 по 1278 год) |
| 9                                    |                                      | Болеслав II Мазовецкий (после 1251 — 20 апреля 1313)                 | Земовит I Мазовецкий Переяслава Галицкая  | 1288–1289      | князь Мазовецкий (с 1262 по 1275 и с 1294 по 1313 год), Плоцкий (с 1275 по 1294 год) |
| 10                                   |                                      | Конрад II Черский (ок.1250 — 23 июня/21 октября 1294)                | Земовит I Мазовецкий Переяслава Галицкая  | 1289           | князь Мазовецкий (с 1264 по 1275 год), Черский (с 1275 по 1294 год) |
| 11                                   |                                      | Владислав I Локетек (3 марта 1260/19 января 1261 год — 2 марта 1333) | Казимир I Куявский Евфросинья Опольская   | 1289–1292      | Князь Бжесць-Куявский (с 1267 по 1300 и с 1305 по 1332 год), Добжинский (с 1267 по 1288, с 1293 по 1295 и с 1327/1328 по 1329 год), Серадзский (с 1288 по 1300 и с 1305 по 1327/1328 год) |
| 12                                   |                                      | Вацлав II (27 сентября 1271 — 21 июня 1305)                          | Пржемысл Отакар II Кунигунда Славонская   | 1292–1304      | король Чехии (с 1283 по 1305 год), король Польши (с 1300 по 1305 год), князь-принцепс Польши (с 1296 по 1300 год), князь Ленчицкий (с 1300 по 1305 год), Серадзский (с 1300 по 1305 год), Бжесць-Куявский (с 1300 по 1305 год) |
| 11                                   |                                      | Владислав I Локетек (3 марта 1260/19 января 1261 год — 2 марта 1333) | Казимир I Куявский Евфросинья Опольская   | 1304–1320      | король Польши (с 1320 по 1333 год), князь-принцепс Польши (с 1306 по 1320 год), князь Бжесць-Куявский (с 1267 по 1300 и с 1305 по 1332 год), Добжинский (с 1267 по 1288, с 1293 по 1295 и с 1327/1328 по 1329 год), Ленчицкий (с 1294 по 1300 год и с 1305 по 1327/1328 годы), Иновроцлавский (с 1327 по 1332 год), Серадзский (с 1288 по 1300 и с 1305 по 1327/1328 год), Великопольский (с 1296 по 1300 и с 1314 по 1320 год), Померельский (с 1296 по 1300 и с 1306 по 1309 год) |
| Вошло в состав Польского королевства | Вошло в состав Польского королевства | Вошло в состав Польского королевства                                 | Вошло в состав Польского королевства      | 1320           | |